# ميلتون سيلفيرا
ميلتون سيلفيرا (بالإنجليزية: Milton Silveira)‏ هو مهندس أمريكي، ولد في 4 مايو 1929 في ماتابويسيت في الولايات المتحدة، وتوفي في 11 يوليو 2013 في ماكلين (فرجينيا) في الولايات المتحدة.